# A.K.A. Albert Walker
The Many Lives of Albert Walker beter bekend als A.K.A. Albert Walker (2002) is een Engelse detective-televisiefilm, geregisseerd door Harry Hook. De film is gebaseerd op het waargebeurde verhaal van Albert Johnson Walker – een meedogenloze en charismatische oplichter, zijn beeldschone vrouw Helen en George Meyrick, een eigenzinnige detective uit Devon die hem op de hielen zit.

## Plot
Als vissers een lijk in hun net vinden, start detective George Meyrick (gespeeld door John Gordon Sinclair) een onderzoek naar de identiteit van het slachtoffer. Wat aanvankelijk op een ongeluk lijkt, blijkt een moord te zijn, omdat het lichaam was verzwaard. Het spoor leidt naar de mysterieuze Paul Morrow (gespeeld door Alan Scarfe), een vermeende vriend van het slachtoffer. Gaandeweg ontdekt Meyrick dat Morrow in werkelijkheid Albert Walker is, een voortvluchtige Canadese oplichter die miljoenen van zijn klanten heeft verduisterd en de identiteit van het slachtoffer heeft aangenomen om zijn eigen misdaden te verhullen. Terwijl Meyrick de waarheid ontrafelt, komt de sinistere omvang van Walker's bedrog en moorddadige intenties aan het licht.

## Varia
De film dient niet verward te worden met A Hand in the Water: The Many Lies of Albert Walker (1998), een boek over dezelfde man en zijn daden, geschreven door Bill Schiller. Het verhaal van Walker heeft voorts mede geleid tot een verhaallijn in de Britse soapserie Coronation Street.